# 徳川家斉
徳川 家斉（とくがわ いえなり、旧字体：德川家齊）は江戸幕府の第11代将軍（在任：天明7年（1787年） - 天保8年（1837年））。第8代将軍吉宗の曾孫。第10代将軍家治は従伯父（実父の従兄）かつ養父。

## 生涯

### 第11代将軍就任
安永2年（1773年）10月5日、一橋家当主・一橋治済の長男として生まれる。母は旗本の岩本正利の娘・富子。
安永8年（1779年）に第10代将軍・徳川家治の世嗣・家基の急死後、家治に他に男子がおらず、また家治の弟である清水重好も子供がいなかったことから、将軍継嗣問題が発生する。家治は安永10年（1781年）2月に家基の3回忌法要を済ませた後、4月に将軍継嗣となるべき養子の人選係を老中の田沼意次、若年寄の酒井忠休、留守居の依田政次の3名に命じた。この結果、閏5月18日に御三卿の一橋徳川家の徳川治済の嫡子である豊千代に決定し、11月2日に豊千代は家斉と改名し、天明2年（1782年）4月2日に従二位権大納言に叙任された。この際に家斉を将軍継嗣とした立役者は田沼意次であり、天明元年（1781年）7月15日に将軍養子人選の労を家治に賞されて、1万石の加増を受けている。竹内誠はこの継嗣決定に何か裏があり、意次の弟・意誠やその子・意致らが家老として一橋徳川家と通じていたことから、意次と治済が必然的に将軍継嗣を出す素地を作り出していたとしている。
天明6年（1786年）、家治が50歳で病死したため、天明7年（1787年）に15歳で第11代将軍に就任した。

### 寛政の改革
将軍に就任すると、家治時代に権勢を振るった田沼意次を罷免し、代わって徳川御三家から推挙された陸奥白河藩主で名君の誉れ高かった松平定信を老中首座に任命した。これは家斉が若年のため、家斉と共に第11代将軍に目されていた定信を御三家が立てて、家斉が成長するまでの代繋ぎにしようとしたのである。定信が主導した政策を寛政の改革と呼ぶ。
寛政元年（1789年）、近衛寔子（島津重豪の娘、近衛経熙の養女）と結婚している。
寛政の改革では積極的に幕府財政の建て直しが図られたが、厳格過ぎたため次第に家斉や他の幕府上層部から批判が起こり、さらに尊号一件なども重なって、次第に家斉と定信は対立するようになった。寛政5年（1793年）7月、家斉は父・治済と協力して定信を罷免し、寛政の改革は終わった。
ただし、松平定信の失脚はただちに幕政が根本から転換したことを示すわけではない。家斉は定信の下で幕政に携わってきた松平信明を老中首座に任命した。これを戸田氏教、本多忠籌ら定信が登用した老中たちが支える形で定信の政策を継続していくことになる。このため彼らは寛政の遺老と呼ばれた。

### 大御所時代
文化14年（1817年）に松平信明は病死した。他の寛政の遺老たちからも、老齢などの理由で辞職を申し出る者が出てきた。このため文政元年（1818年）から、家斉は側用人の水野忠成を勝手掛・老中首座に任命し、牧野忠精ら残る寛政の遺老たちを幕政の中枢部から遠ざけた。忠成は定信や信明が禁止した贈賄を自ら公認して収賄を奨励した。さらに家斉自身も、宿老たちがいなくなったのをいいことに奢侈な生活を送るようになり、さらに異国船打払令を発するなどたび重なる外国船対策として海防費支出が増大したため、幕府財政の破綻・幕政の腐敗・綱紀の乱れなどが横行した。忠成は財政再建のために文政期から天保期にかけて8回に及ぶ貨幣改鋳・大量発行を行なっているが、これがかえって物価の騰貴などを招くことになった。
文政10年（1827年）、太政在院年数が40年になったため自分から朝廷に働きかけるようになり、太政大臣に任じられる。
天保5年（1834年）に忠成が死去すると、寺社奉行・京都所司代から西丸老中となった水野忠邦がその後任となる。しかし実際の幕政は家斉の側近である林忠英らが主導し、家斉による側近政治はなおも続いた。この腐敗政治のため、地方では次第に幕府に対する不満が上がるようになり、天保8年（1837年）2月には大坂で大塩平八郎の乱が起こり、さらにそれに呼応するように生田万の乱をはじめとする反乱が相次いで、次第に幕藩体制に崩壊の兆しが見えるようになる。また同時期にモリソン号事件が起こるなど、海防への不安も一気に高まった。
天保8年（1837年）4月、次男・家慶に将軍職を譲っても大御所として幕政の実権は握り続けた（大御所時代）。

### 最晩年と最期
最晩年は老中の間部詮勝や堀田正睦、田沼意正（意次の四男）を重用している。
天保12年（1841年）閏1月7日に死去した。享年69（満67歳没）。栄華を極めた家斉であったが、最期は誰にも看取られぬまま息を引き取ったと伝えられ、侍医長・吉田成方院は責任を問われ処罰された（『井関隆子日記』）。なお、死亡日は『井関隆子日記』には閏1月7日と記されているが、『続徳川実紀』は「閏1月30日」としており、幕府が死を秘匿したと考えられている。
家斉の死後、その側近政治は幕政の実権を握った水野忠邦に否定され、旗本・若年寄ら数人が罷免・左遷される。そして間部詮勝や堀田正睦などの側近は忠邦と対立し、老中や幕府の役職を辞任する事態となった。

## 官歴
※日付＝旧暦
- 天明元年（1781年）閏5月18日、将軍後継者となる。
- 天明2年（1782年）4月3日、元服し、家斉と名乗る。従二位権大納言に叙任。
- 天明7年（1787年）4月15日、正二位内大臣に昇進し、右近衛大将を兼ねる。併せて征夷大将軍・源氏長者宣下。
- 文化13年（1816年）4月2日、右大臣に昇進。同日、右近衛大将は世子徳川家慶に与奪。
- 文政5年（1822年）2月6日、従一位左大臣に昇進。
- 文政10年（1827年）2月16日、太政大臣に昇進。
- 天保8年（1837年）4月2日、征夷大将軍辞職
- 天保12年（1841年）
  - 閏1月7日（『続徳川実紀』では閏1月30日）、死去。
  - 2月17日贈正一位。

内大臣、右大臣、左大臣、太政大臣を順番に歴任した武家は家斉だけであり、かつ生涯で一度も上洛したことがないまま太政大臣に就任した武家も家斉だけである。また、征夷大将軍と太政大臣の両職に就任した人物は足利義満、徳川家康、徳川秀忠もいるが、いずれも将軍職を息子に譲った後に太政大臣となっており、両職を現職で兼務したのは家斉だけである（太政大臣就任の1827年から将軍を退任する1837年まで10年間両職を兼務。太政大臣は1841年の死去まで在職）。

## 家斉の子女・妻妾
- 少なくとも16人の妻妾を持ち、53人の子女（息子26人・娘27人）を儲けたが、成人したのは約半分（28人）と言われる（儲けた子女数は歴代15代徳川将軍の中でも圧倒的に一番）。また、第12代将軍家慶を除く長命の男子は他家の養子となったが、養子先に選ばれた諸国の大名家の中にはすでに実子が誕生していた例もあった（播磨明石藩など）。
- 子女の多くは大藩の大名に関係することから、血縁関係による大名統制をとったとも考えられる。また、将軍の子を迎える大名に、それに伴う儀礼などによる経済的負担を課していたとも考えられる。一橋宗尹以来の一橋家の養子戦略の延長でもある。
- 成人した家斉の子の多くは子供（家斉にとっての孫）がなく、あるいは早世して血筋が途絶えることが多かった。現代まで血筋を残しているのは、斉民・斉裕・溶姫の3人だけで、このうち男系はいずれも途絶えている。
- 家斉の子を養子もしくは正室として迎えた（続柄）大名家に対しては特別な待遇が与えられた。文化8年（1821年）に禁じられた幕府から大名への拝借金が、続柄の大名家に対しては家斉の子女のためという口実で下された。さらに津山藩には5万石、明石藩には2万石、福井藩には2万石の加増が行われ、尾張藩には知行替と称して経済上の要地（表高より実収入がはるかに多い）近江八幡が与えられた。官位の面でも便宜を受け、将軍の子や娘婿として本来の家格よりも上位の官位が授けられた。従って家斉と姻戚関係にある大名家は、それまで同格とされてきた他家に対しても優位となった。そして天保7年（1836年）・同11年（1840年）の2度にわたって三方領知替えが行われた。最初は竹島事件における浜田藩の処分に乗じて、館林藩を浜田に移封させた。しかし、2度目の川越藩の庄内藩への移封計画は、庄内藩領民の激しい抵抗に遭遇した上、家斉と姻戚関係にある大名家への厚遇に対する諸大名の不満をも噴出させた。このため、家斉が死去した天保12年（1841年）7月には庄内藩などの三方領知替えの中止が決定され、12月には家斉時代の官位の上昇は以後の先例とはならないと宣言せざるを得なくなった[3][4]。

子女と生母
| 子       | 子     | 子     | 子     | 子   | 子                                                                                   | 生母 | 生母                 | 生母                                 |
| 順番     | 名前   | 生年   | 没年   | 享年 | 備考                                                                                 |      | 名前                 | 備考                                 |
| -------- | ------ | ------ | ------ | ---- | ------------------------------------------------------------------------------------ | ---- | -------------------- | ------------------------------------ |
| 五男     | 敦之助 | 1796年 | 1799年 | 3    | 清水徳川家当主・徳川重好の養子                                                       | 正室 | 近衛寔子（広大院）   | 島津重豪の娘、近衛経熙の養女         |
| 男子流産 | 清雲院 | 1798年 | 1798年 | 0    |                                                                                      | 正室 | 近衛寔子（広大院）   | 島津重豪の娘、近衛経熙の養女         |
| 長女     | 淑姫   | 1789年 | 1817年 | 28   | 尾張徳川家当主・徳川斉朝に嫁ぐ                                                       | 側室 | お万の方（勢真院）   | 平塚為喜の娘                         |
| 次女     | 瓊岸院 | 1790年 | 1790年 | 0    |                                                                                      | 側室 | お万の方（勢真院）   | 平塚為喜の娘                         |
| 長男     | 竹千代 | 1792年 | 1793年 | 1    |                                                                                      | 側室 | お万の方（勢真院）   | 平塚為喜の娘                         |
| 三女     | 綾姫   | 1795年 | 1797年 | 2    | 仙台藩主・伊達周宗と婚約                                                             | 側室 | お万の方（勢真院）   | 平塚為喜の娘                         |
| 次男     | 家慶   | 1793年 | 1853年 | 60   | 第12代将軍                                                                           | 側室 | お楽の方（香琳院）   | 押田勝敏の娘                         |
| 三男     | 端正院 | 1794年 | 1794年 | 0    |                                                                                      | 側室 | お梅の方（真性院）   | 水野忠芳の娘                         |
| 四男     | 敬之助 | 1795年 | 1797年 | 2    | 尾張徳川家当主徳川宗睦の養子                                                         | 側室 | お歌の方（宝池院）   | 水野忠直の娘                         |
| 六男     | 豊三郎 | 1798年 | 1798年 | 0    |                                                                                      | 側室 | お歌の方（宝池院）   | 水野忠直の娘                         |
| 六女     | 五百姫 | 1799年 | 1800年 | 1    |                                                                                      | 側室 | お歌の方（宝池院）   | 水野忠直の娘                         |
| 九女     | 舒姫   | 1802年 | 1803年 | 1    |                                                                                      | 側室 | お歌の方（宝池院）   | 水野忠直の娘                         |
| 四女     | 総姫   | 1796年 | 1797年 | 1    |                                                                                      | 側室 | お志賀の方（慧明院） | 能勢頼能の娘                         |
| 男子流産 | 即幻院 | 1798年 | 1798年 | 0    |                                                                                      | 側室 | お志賀の方（慧明院） | 能勢頼能の娘                         |
| 五女     | 格姫   | 1798年 | 1799年 | 1    |                                                                                      | 側室 | お里尾の方（超操院） | 朝比奈矩春の娘                       |
| 七女     | 峰姫   | 1800年 | 1853年 | 53   | 水戸徳川家当主・徳川斉脩に嫁ぐ                                                       | 側室 | お登勢の方（妙操院） | 梶勝俊の娘                           |
| 七男     | 斉順   | 1801年 | 1846年 | 45   | 清水徳川家、後に紀伊徳川家当主・徳川治宝の養嗣子として相続。                         | 側室 | お登勢の方（妙操院） | 梶勝俊の娘                           |
| 流産     | 真空院 | 1803年 | 1803年 | 0    |                                                                                      | 側室 | お登勢の方（妙操院） | 梶勝俊の娘                           |
| 十女     | 寿姫   | 1803年 | 1804年 | 1    |                                                                                      | 側室 | お登勢の方（妙操院） | 梶勝俊の娘                           |
| 十二女   | 晴姫   | 1805年 | 1807年 | 2    |                                                                                      | 側室 | お登勢の方（妙操院） | 梶勝俊の娘                           |
| 八女     | 亨姫   | 1801年 | 1802年 | 1    |                                                                                      | 側室 | お蝶の方（速成院）   | 曽根重辰の娘                         |
| 八男     | 時之助 | 1803年 | 1805年 | 2    |                                                                                      | 側室 | お蝶の方（速成院）   | 曽根重辰の娘                         |
| 九男     | 虎千代 | 1806年 | 1810年 | 4    | 紀伊徳川家・徳川治宝の養嗣子。治宝長女の鍇姫（信恭院）婚約者。                       | 側室 | お蝶の方（速成院）   | 曽根重辰の娘                         |
| 十男     | 友松   | 1809年 | 1813年 | 4    |                                                                                      | 側室 | お蝶の方（速成院）   | 曽根重辰の娘                         |
| 十二男   | 斉荘   | 1810年 | 1845年 | 35   | 田安徳川家・徳川斉匡の養子、後に尾張徳川家当主・徳川斉温の養子                       | 側室 | お蝶の方（速成院）   | 曽根重辰の娘                         |
| 十九女   | 和姫   | 1813年 | 1830年 | 17   | 長州藩主・毛利斉広に嫁ぐ                                                             | 側室 | お蝶の方（速成院）   | 曽根重辰の娘                         |
| 十六男   | 久五郎 | 1815年 | 1817年 | 2    |                                                                                      | 側室 | お蝶の方（速成院）   | 曽根重辰の娘                         |
| 流産     | 法如院 | 1802年 | 1802年 | 0    |                                                                                      | 側室 | お美尾の方（芳心院） | 木村重勇の娘。名は八十、筆などとも。 |
| 十一女   | 浅姫   | 1803年 | 1857年 | 54   | 福井藩主松平斉承に嫁ぐ                                                               | 側室 | お美尾の方（芳心院） | 木村重勇の娘。名は八十、筆などとも。 |
| 十三女   | 高姫   | 1806年 | 1806年 | 0    |                                                                                      | 側室 | お屋知の方（清昇院） | 大岩盛英の娘、諸星信邦の養女         |
| 十五女   | 元姫   | 1808年 | 1821年 | 13   | 会津藩・松平容衆に嫁ぐ                                                               | 側室 | お屋知の方（清昇院） | 大岩盛英の娘、諸星信邦の養女         |
| 十四女   | 岸姫   | 1807年 | 1811年 | 4    |                                                                                      | 側室 | お袖の方（本性院）   | 吉江政福の娘                         |
| 十六女   | 文姫   | 1809年 | 1837年 | 28   | 高松藩主・松平頼胤に嫁ぐ                                                             | 側室 | お袖の方（本性院）   | 吉江政福の娘                         |
| 十七女   | 艶姫   | 1811年 | 1811年 | 0    |                                                                                      | 側室 | お袖の方（本性院）   | 吉江政福の娘                         |
| 二十女   | 孝姫   | 1813年 | 1814年 | 1    |                                                                                      | 側室 | お袖の方（本性院）   | 吉江政福の娘                         |
| 十八男   | 陽七郎 | 1818年 | 1821年 | 3    |                                                                                      | 側室 | お袖の方（本性院）   | 吉江政福の娘                         |
| 二十一男 | 斉彊   | 1820年 | 1849年 | 29   | 清水徳川家、後に異母兄（八兄）で紀伊徳川家当主・徳川斉順の養嗣子として相続。         | 側室 | お袖の方（本性院）   | 吉江政福の娘                         |
| 二十四男 | 富八郎 | 1822年 | 1823年 | 1    |                                                                                      | 側室 | お袖の方（本性院）   | 吉江政福の娘                         |
| 十一男   | 斉明   | 1809年 | 1827年 | 18   | 清水徳川家の養子                                                                     | 側室 | お八重の方（皆春院） | 牧野忠克の娘、土屋知光の養女         |
| 十八女   | 盛姫   | 1811年 | 1846年 | 35   | 佐賀藩主・鍋島直正に嫁ぐ。法名は孝盛院。                                             | 側室 | お八重の方（皆春院） | 牧野忠克の娘、土屋知光の養女         |
| 十三男   | 斉衆   | 1812年 | 1826年 | 14   | 鳥取藩主・池田斉稷の養子                                                             | 側室 | お八重の方（皆春院） | 牧野忠克の娘、土屋知光の養女         |
| 十五男   | 斉民   | 1814年 | 1891年 | 77   | 津山藩主・松平斉孝の養子（現在まで残っている家斉の男系子孫は、斉民の子孫のみである） | 側室 | お八重の方（皆春院） | 牧野忠克の娘、土屋知光の養女         |
| 十七男   | 信之進 | 1817年 | 1817年 | 0    |                                                                                      | 側室 | お八重の方（皆春院） | 牧野忠克の娘、土屋知光の養女         |
| 二十五女 | 喜代姫 | 1818年 | 1868年 | 50   | 姫路藩主・酒井忠学に嫁ぐ                                                             | 側室 | お八重の方（皆春院） | 牧野忠克の娘、土屋知光の養女         |
| 二十男   | 斉良   | 1819年 | 1839年 | 20   | 浜田藩主・松平斉厚の養子                                                             | 側室 | お八重の方（皆春院） | 牧野忠克の娘、土屋知光の養女         |
| 二十三男 | 斉裕   | 1821年 | 1868年 | 47   | 徳島藩主・蜂須賀斉昌の養子                                                           | 側室 | お八重の方（皆春院） | 牧野忠克の娘、土屋知光の養女         |
| 二十一女 | 溶姫   | 1813年 | 1868年 | 55   | 加賀藩主・前田斉泰に嫁ぐ                                                             | 側室 | お美代の方（専行院） | 中野碩翁の養女（実父は諸説あり不明） |
| 二十三女 | 仲姫   | 1815年 | 1817年 | 2    |                                                                                      | 側室 | お美代の方（専行院） | 中野碩翁の養女（実父は諸説あり不明） |
| 二十四女 | 末姫   | 1817年 | 1872年 | 55   | 広島藩主・浅野斉粛に嫁ぐ                                                             | 側室 | お美代の方（専行院） | 中野碩翁の養女（実父は諸説あり不明） |
| 十四男   | 奥五郎 | 1813年 | 1814年 | 1    |                                                                                      | 側室 | お八百の方（智照院） | 安部正芳の娘                         |
| 二十二女 | 琴姫   | 1815年 | 1816年 | 1    |                                                                                      | 側室 | お以登の方（本輪院） | 大岩盛英の娘、諸星信邦の養女         |
| 二十六女 | 永姫   | 1819年 | 1875年 | 56   | 一橋徳川家当主・徳川斉位に嫁ぐ                                                       | 側室 | お以登の方（本輪院） | 大岩盛英の娘、諸星信邦の養女         |
| 二十二男 | 斉善   | 1820年 | 1838年 | 18   | 福井藩主・松平斉承の養子                                                             | 側室 | お以登の方（本輪院） | 大岩盛英の娘、諸星信邦の養女         |
| 二十五男 | 斉省   | 1823年 | 1841年 | 18   | 川越藩主・松平斉典の養子                                                             | 側室 | お以登の方（本輪院） | 大岩盛英の娘、諸星信邦の養女         |
| 二十六男 | 斉宣   | 1825年 | 1844年 | 19   | 明石藩主・松平斉韶の養子                                                             | 側室 | お以登の方（本輪院） | 大岩盛英の娘、諸星信邦の養女         |
| 十九男   | 斉温   | 1819年 | 1839年 | 20   | 尾張徳川家当主・徳川斉朝養子                                                         | 側室 | お瑠璃の方（青蓮院） | 戸田政方の娘                         |
| 二十七女 | 泰姫   | 1827年 | 1843年 | 16   | 鳥取藩主・池田斉訓に嫁ぐ                                                             | 側室 | お瑠璃の方（青蓮院） | 戸田政方の娘                         |

- 猶子
  - 尊超入道親王（1802年 - 1852年） 有栖川宮織仁親王第8皇子

子孫
家慶：12代将軍
- 徳川家定（1824年 - 1858年）：13代将軍
- 徳川慶昌（1825年 - 1838年）：一橋徳川家第6代当主

斉順：清水徳川家第3代当主、和歌山藩第11代藩主
- 徳川家茂（1846年 - 1866年）：14代将軍斉荘：尾張徳川家当主
- 徳川昌丸（1846年 - 1847年）：一橋徳川家第8代当主

斉民：津山藩8代藩主
- 松平康民（1896年 - 1921年）：津山松平家第11代当主
  - 松平康春（1892年 - 1972年）：津山松平家第12代当主、貴族院議員、妻は斉裕の曾孫の蜂須賀年子
    - 松平康（1925年 - ）：津山松平家第13代当主
- 松平斉（1874年 - 没年不明）
  - 松平斉光（1897年 - 1979年）：政治思想史学者
    - 松平斉義（1941年 - ）
      - 松平斉康（1972年 - ）

斉裕：徳島藩13代藩主
- 蜂須賀茂韶（1846年 - 1918年）：徳島藩14第藩主で最後の藩主
  - 蜂須賀正韶（1871年 - 1932年）：侯爵、阿波蜂須賀家第17代当主
    - 蜂須賀年子（1896年 - 1970年）：デザイナー、斉民の孫の松平康春の妻
    - 蜂須賀笛子（1898年 - 1937年）：国文学者 、男爵・松田正之の妻
    - 蜂須賀正氏（1903年 - 1953年）：鳥類学者、探検家、蜂須賀家18代当主
      - 蜂須賀正子（1941年 - ）：蜂須賀家19代当主

- 賀代姫（1848年 - 1865年）越前福井藩第17代藩主・松平茂昭の正室（入輿なし）

溶姫：加賀前田藩第12代藩主 前田斉泰の正室
- 前田慶寧（1830年 - 1874年） 加賀藩第13代藩主
  - 禮子（1854年 - 1899年）：会津藩主・松平容保婚約者、のち子爵榊原政敬継室
  - 前田利嗣（1858年 - 1900年）：加賀前田家第15代当主・侯爵
    - 前田渼子：陸軍大将 前田利為夫人
      - 前田利建（1908年 - 1989年）：加賀藩前田家第17代当主
        - 前田利祐（1935年 - ）：加賀藩前田家第18代当主
          - 前田利宜

      - 前田利国

  - 慰子（1864年 - 1923年）：有栖川宮威仁親王妃
    - 實枝子女王：徳川慶久公爵夫人
      - 喜久子：高松宮宣仁親王妃
      - 徳川慶光：徳川慶喜家第3代当主

  - 衍子（1869年 - 1891年）：公爵近衛篤麿室
    - 近衛文麿（1891年 - 1945年）：近衛家第30代当主、第34・38・39代内閣総理大臣
      - 近衛文隆（1915年 - 1956年）：近衛家第31代当主、陸軍軍人、シベリア抑留中に死去
      - 昭子（1916年 - 2004年）：島津氏第31代当主島津忠秀元夫人、野口晴哉の妻
        - 島津修久（1938年 - 2024年）：島津氏第32代当主
          - 島津忠裕（1972年 - ）：島津氏第33代当主

      - 温子（1918年 - 1940年）：肥後熊本藩細川家第17代当主細川護貞夫人
        - 細川護熙（1938年 - ）：肥後熊本藩細川家第18代当主、第79代内閣総理大臣
          - 細川護光（1972年 - ）

        - 近衞忠煇（1939年 - ）：近衛家第32代当主

      - 近衛通隆（1922年 - 2012年）：歴史学者。東京大学史料編纂所教授
- 池田慶栄（1834年 - 1850年） 鳥取藩第11代藩主

## 人物・逸話
- 在職期間50年は、江戸幕府将軍だけでなく歴代の征夷大将軍の中でも最長記録であるが、その生涯で一度も日光社参はしなかった。
- 頼山陽の『日本外史』では、家斉の治世50年間は「武門天下を平治する。ここに至って、その盛りを極む」とあり、家斉の治世は将軍が政務に無関心であっても世は平穏で幕府の権勢が絶頂期にあったとしている。
- 家斉の時代は江戸幕府における最後の絶頂期・黄金期であった。東京帝国大学教授で江戸時代政治史の骨格を作り上げたことで知られる三上参次は、徳川綱吉の元禄時代と並ぶ「極盛時代にして、平安時代の最盛期といわれる延喜・天暦の代に匹敵する」と評している[5]。
- 家斉の将軍職就任を祝賀して派遣された朝鮮通信使が、江戸時代最後の朝鮮通信使となった。ただし対馬での応接にとどめ、江戸へ招かなかった。
- 大樹寺にある位牌から推定すると、身長は156.6センチである。徳川将軍15人の中で5番目の長身であり、後期の将軍の中では大柄である。
- 「俗物将軍」と渾名されたが、これは幕政をほとんど主導せずに松平定信や松平信明らの幕閣に任せ、自分は大奥に入り浸っていたことに由来すると言われる。また多くの子女を儲け、彼らを多くの大名家に縁組させたことは、幕府財政を大きく揺るがせることとなった。
- 次男の家慶とは不仲であったと言われる。家斉が日蓮宗を信仰していたのに対し、家慶は浄土宗を信仰していたこと、家斉が大御所となってからも権力を握り続けたことなどからも、2人の関係性が窺える。
- 多くの子を作ったのは、15歳で将軍職を継ぐ際に、子女を多く儲けるように実家・一橋徳川家より訓戒を受けたためであり、徳川家の天下を一橋家の系統で押さえるためでもあった。このため、水戸徳川家を除く御三家・御三卿には家斉の弟や甥、もしくは実子が養子入りしている（ただし家斉の出身・一橋家は徳川昌丸で家斉の血は絶え、水戸徳川家から徳川慶喜が養子入りし、後に将軍となっている）。
- 毎晩のように晩酌をし、浴びるように飲んでも酒乱にはならなかったとされるが、晩年になると節酒に転じた。
- 最晩年（1841年）に疝癪（原因不明の腹痛）を患うまでは、在職した50年間の中で病臥したのは数回の感冒のみであった。死因は疝癪が元の急性の胃腸炎か腹膜炎と考えられている[6]。
- 晩年になっても先代・家治の息子・家基の命日に自ら参詣するか、若年寄を代参させていた。養子に入った先の先代の子供にここまで敬意を払うのは異例であり、家基が変死していることもあり、北島正元は家斉が家基は自分を将軍の座に就けようとしていた治済に暗殺されたと疑っていた可能性が高いとしている。また上記の通りほとんど病臥することはなかったものの、生涯頭痛に悩まされていた。これは家基の祟りを恐れていたためと言われている。
- 「白牛酪（はくぎゅうらく）」という今日で言うチーズのような高タンパク乳製品を大変好んだ。医者に『白牛酪考』といった本まで書かせている。
- 生姜も大好物で、一年中毎日欠かさず食べていたという。これが並外れた精力増強に作用していたとも言われる。息子の家慶も生姜好きであった。また、精力増強のためオットセイの陰茎を粉末にしたものを飲んでいたので「オットセイ将軍」とも呼ばれた。
- 家斉の在職期間は「化政文化」といわれた江戸文化の絶頂期でもあった。『風雲児たち』の作者みなもと太郎は、寛政の改革を若い頃に経験した家斉が「改革なんか上下ともに迷惑、あのようなことはやるものではない」と放任政策をとったことが結果的に町人文化の発展に貢献した、としている。
- 父・治済の存命中は言いなりであったと言われる。
- 従一位・太政大臣にまで昇任しているが、徳川将軍としての従一位への昇任は第3代将軍徳川家光以来、太政大臣への昇任は第2代将軍徳川秀忠以来である。明治期の文献には「藤原氏にあらずして位人臣を極めた者といえば足利義満・豊臣秀吉・徳川家斉・伊藤博文」という趣旨の記載もある[7]。
- 絹織物の御召縮緬を好んだ。家斉が好んで御止め柄（お納戸色に白の細格子縞）を定めた桐生産が御召の発祥という。
- 京都の方広寺大仏（京の大仏）は日本一の高さを誇っていたが、寛政10年（1798年）に落雷のため焼失してしまった。方広寺を管理下に置いていた妙法院の時の門主真仁法親王より大仏再建を求める嘆願書が江戸幕府へ提出されたが[8]、家斉が方広寺大仏再建に手を貸すことはなかった。

## 家斉が偏諱を与えた人物
（凡例：◆…家斉の息子、◇…家斉の近親者（弟や甥など）、☆…家斉の娘婿（詳しくは前項を参照）、「斉」は本来、旧字体で「齊」と表記するのが正式だが、ここでは前者に統一する。）
| ●徳川・松平家一門 - 徳川家慶（◆次男・嫡子、第12代将軍） - 徳川斉朝（☆、◇甥（弟・治国の子）で尾張徳川家を継ぐ） - 徳川斉温（◆十九男、斉朝の養子） - 徳川斉荘（◆十二男） - 徳川斉順（◆七男、子に第14代将軍徳川家茂） - 徳川斉彊（◆二十一男） - 徳川斉脩（☆、水戸徳川家） - 徳川斉昭（斉脩の弟・養嗣子、子に第15代将軍徳川慶喜など） - 徳川斉匡（◇実弟、田安徳川家を再興） - 徳川斉敦（◇同母実弟、実父の跡（一橋徳川家）を継ぐ） - 徳川斉礼（◇甥（弟・斉敦の子）） - 徳川斉位（☆、◇甥（弟・斉匡の子）） - 徳川斉明（◆十一男） - 松平斉厚（浜田藩越智松平家、初め武厚） - 松平斉良（◆二十男、斉厚の養子となるが早世） - 松平斉孝（津山松平家） - 松平斉民（◆十五男、斉孝養子） - 松平斉承（☆、福井松平家） - 松平斉善（◆二十二男、斉承養子） - 松平斉恒（松江松平家） - 松平斉斎（斉恒の子） - 松平斉典（川越藩主） - 松平斉省（◆二十五男、斉典の婿養子・嗣子となるが早世） - 松平斉韶（明石松平家） - 松平斉宣（◆二十六男、斉韶養嗣子） | ●公家（二条家）と外様大名 - 二条斉通 - 二条斉信（斉通の実弟・養嗣子） - 二条斉敬（斉信の子、母は徳川斉昭の姉・従子） - 前田斉敬 - 前田斉広（斉敬の弟） - 前田斉泰（☆、斉広の子） - 伊達斉村 - 伊達斉宗（斉村の次男） - 伊達斉義（斉宗の養嗣子） - 伊達斉邦（斉義の養嗣子） - 上杉斉定 - 上杉斉憲（斉定の子、一時期父と同名を名乗る） - 池田斉邦（鳥取藩池田家） - 池田斉稷（斉邦の弟・養嗣子） - 池田斉衆（◆十三男、斉稷の婿養子・嗣子となるが早世） - 池田斉訓（☆、斉稷の実子で斉衆早世のため嫡子となる） - 池田斉政（岡山藩池田家） - 池田斉輝（斉政の実子、早世） - 池田斉成（斉政の甥で養子、早世） - 池田斉敏（斉政の養嗣子、島津斉興の次男で斉彬の実弟） | - 浅野斉賢 - 浅野斉粛（☆、斉賢の子） - 蜂須賀斉昌（徳島藩蜂須賀家） - 蜂須賀斉裕（◆二十三男、斉昌養嗣子） - 毛利斉房 - 毛利斉熙（斉房の弟・養嗣子） - 毛利斉元（斉煕の従兄弟・養嗣子） - 毛利斉広（☆、斉煕の実子で斉元の養嗣子） - 黒田斉隆（◇同母実弟、福岡藩黒田氏に養子入り） - 黒田斉清（◇甥（斉隆の子） - 黒田斉溥（◇義弟、のちの黒田長溥、島津斉宣の実弟で黒田斉清の養嗣子） - 鍋島斉直 - 鍋島斉正（☆、のちの鍋島直正（閑叟）、斉直の子） - 細川斉茲 - 細川斉詮（斉茲の次男） - 細川斉樹（◇義弟（正室が家斉の妹・紀姫（蓮性院））、斉茲の三男） - 細川斉護（斉茲の長男・立之の子で斉樹の養嗣子） - 島津斉宣（◇義弟（家斉の正室・広大院の弟）） - 島津斉興（斉宣の長男） - 島津斉彬（斉興の長男、母の弥姫は池田斉邦・斉稷の妹） - 相馬斉胤 |

## 関連作品

### 小説
- 『異世界はスマートフォンとともに』（2013年、著：冬原パトラ）
- 『十五万両の代償～十一代将軍家斉の生涯』（2007年、著：佐藤雅美）
- 『上様出陣！～徳川家斉挽回伝』（著、牧秀彦）

### 映画
- 『ある日の家斉』（1928年、演：マキノ潔）
- 『情熱地獄』（1932年、演：梅若礼三郎）
- 『旗本伝法 竜の巻』（1937年、演：南条新太郎）
- 『お洒落狂女』（1938年、演：市川男女之助）
- 『剣光桜吹雪』（1941年、演：滝口新太郎）
- 『富士に立つ影』（1942年、演：南條新太郎）
- 『わんぱく公子』（1950年、演：志摩靖彦）
- 『投げ唄左門二番手柄 釣天井の佝僂男』（1954年、演：市川男女之助）
- 『獅子丸一平』（1955年、演：中野雅晴）
- 『春秋あばれ獅子』（1955年、演：三島雅夫）
- 『魔の紅蜥蜴』（1957年、演：山手弘）
- 『姫君剣法 謎の紫頭巾』（1957年、演：三原純）
- 『紫頭巾』（1958年、演：片岡栄二郎）
- 『千両獅子』（1958年、演：片岡栄二郎）
- 『若君千両傘』（1958年、演：尾上鯉之助）
- 『月影兵庫 上段霞斬り』（1959年、演：市川謹也）
- 『かげろう絵図』（1959年、演：柳永二郎）
- 『千羽鶴秘帖』（1959年、演：伊沢一郎）
- 『修羅桜』（1959年、演：北上弥太郎）
- 『伝七捕物帳 女肌地獄』（1959年、演：真木康次路）
- 『濡れ髪三度笠』（1959年、演：本郷秀雄）
- 『千代田城炎上』（1959年、演：太田博之）
- 『雪之丞変化』（1959年、演：阿部九州男）
- 『わんぱく公子』（1960年、演：志摩靖彦）
- 『雪之丞変化』（1963年、演：尾上栄五郎）
- 『女犯破戒』（1966年、演：菅貫太郎）
- 『大奥絵巻』（1968年、演：田村高廣）
- 『色暦大奥秘話』（1971年、演：神山勝）
- 『徳川セックス禁止令 色情大名』（1972年、演：田中小実昌）
- 『エロ将軍と二十一人の愛妾』（1972年、演：林真一郎）
- 『徳川の女帝 大奥』（1988年、演：成田三樹夫）
- 『くノ一忍法帖 自来也秘抄』（1995年、演：島田英雄）
- 『雷桜』（2010年、演：坂東三津五郎）
- 『大河への道』（2022年、演：草刈正雄）

### テレビドラマ
- 『琴姫七変化』（1960年、読売テレビ、演：海江田譲二）
- 『人形佐七捕物帳』（1965年、NHK、演：守田勘弥）
- 『大奥』（1968年、フジテレビ、演：西村晃）
- 『お庭番 隠密野郎』（1968年、日本テレビ、演：津坂匡章）
- 『浮世絵 女ねずみ小僧』（1971年、フジテレビ、演：山本耕一）
- 『弥次喜多隠密道中』（1971年、日本テレビ、演：澤村精四郎）
- 『人形佐七捕物帳』（1971年、テレビ朝日、演：宝田明）
- 『天下御免』（1971年、NHK、演：植田浩敏）
- 『唖侍鬼一法眼』（1972年、日本テレビ、演：坂口徹）
- 『おんな組アクション控』（1972年、テレビ東京、演：松村達雄）
- 『必殺仕置人』（1973年、TBS、演：和田正信）
- 『徳川の女たち 第三部 哀惜母ひとり』（1980年、フジテレビ、演：川地民夫）
- 『松平右近事件帳』（1982～1983年、日本テレビ、演：丹波哲郎）
- 『時代劇スペシャル 髑髏検校』（1982年、フジテレビ、演：望月太郎）
- 『大奥』（1983年、フジテレビ、演：丹波哲郎）
- 『新・松平右近』（1983年、日本テレビ、演：丹波哲郎）
- 『時代劇スペシャル 大奥犯科帳』（1983年、フジテレビ、演：西沢利明）
- 『時代劇スペシャル かげろう絵図』（1983年、フジテレビ、演：浜田寅彦）
- 『時代劇スペシャル 人形佐七捕物帖 死を呼ぶ猫は金の爪』（1984年、フジテレビ、演：伊豆肇）
- 『必殺仕事人V・風雲竜虎編』（1987年、テレビ朝日、演：佐竹明夫）
- 『必殺スペシャル・新春 決定版!大奥、春日野局の秘密 主水、露天風呂で初仕事』（1989年、テレビ朝日、演：加賀邦男）
- 『名奉行遠山の金さんスペシャル 江戸城大騒乱!将軍とおんな天一坊』（1989年、テレビ朝日、演：岩井半四郎）※松方弘樹の義父（当時）にあたるため、親子共演を果たしている。
- 『お江戸捕物日記 照姫七変化』（1990年、フジテレビ、演：丹波哲郎）
- 『人形佐七捕物帳 佐七一番手柄』（1990年、テレビ東京、演：西郷輝彦）※西郷はTBSの『江戸を斬る』で遠山景元を演じている。
- 『びいどろで候〜長崎屋夢日記』（1990年、NHK、演：細川俊之）
- 『時代劇スペシャル 艶姿初春照姫七変化』（1991年、フジテレビ、演：丹波哲郎）
- 『また又・三匹が斬る!』（1991年、テレビ朝日、演：疋田泰盛）
- 『桃太郎侍 狙われた将軍の首』（1992年、テレビ朝日、演：若林豪）
- 『ねずみ小僧次郎吉』（1992年、TBS、演：坂東彦三郎）
- 『桃太郎侍II 危うし八百万石』（1993年、テレビ朝日、演：若林豪）
- 『闇を斬る!大江戸犯科帳』（1993年、日本テレビ、演：森次晃嗣）※同作品では娘婿・徳川斉脩（演：宗方勝巳）が登場している。
- 『桃太郎侍III 将軍と御落胤』（1994年、テレビ朝日、演：若林豪）
- 『夢暦長崎奉行』（1995年、NHK、演：三浦洋一）
- 『御家人斬九郎』（1995年、フジテレビ、演：田村高廣）
- 『咲くやこの花』（2010年、NHK、演：寺泉憲）
- 『大江戸捜査網2015〜隠密同心、悪を斬る!』（2015年、テレビ東京、演：小澤亮太）
- 『大奥「第一部～最凶の女～」/「第二部～悲劇の姉妹～」』（2016年、フジテレビ、演：成宮寛貴）
- 『松本清張スペシャル かげろう絵図』（2016年、フジテレビ、演：津川雅彦）
- 『大奥』（2023年、NHK、演：中村蒼）
- 『大奥』（2024年、フジテレビ、演：鈴木福）[9]

### 漫画
- 『大奥』（白泉社、よしながふみ）
- 『おしとね天繕〜ゴールドフィンガー〜』（リイド社、山口譲司）
- 『銀平飯科帳』（小学館、河合単）
- 『御用牙』（少年画報社、小池一夫）